# As built
Con as built si intendono i disegni che descrivono l'opera come è stata effettivamente costruita, a seguito di modifiche progettuali in corso d'opera o di difformità fra progetto e realizzazione.
Espressione della lingua inglese significa infatti "come costruito" e appartiene al gergo dell'ingegneria impiantistica (energetica, chimica, navale, ecc.) ed in minor misura a quella civile.

## Necessità
La necessità di modificare il progetto esecutivo con uno costruttivo (che può anche ricalcare completamente l'esecutivo) deriva tipicamente da esigenze di cantiere, nel corso del quale il progetto esecutivo elaborato dal progettista può risultare inattuabile o eccessivamente oneroso o potrebbe determinare ritardi di realizzazione. Ad esempio durante la costruzione di un impianto industriale la realizzazione simultanea di diverse opere (edifici o sistemi adiacenti) può impedire temporaneamente o definitivamente l'accesso dei macchinari di costruzione previsti in fase di progetto.

## Utilizzo per gestire l'opera
I disegni "as built", quindi, sono i disegni finali che andranno a costituire l'archivio del progetto e che dovranno essere consegnati al cliente o al servizio manutenzione e gestione per la corretta attuazione degli interventi di manutenzione o di emergenza.
In pratica gli "as built" vengono perlopiù realizzati dall'impresa correggendo i disegni di progetto e riportandovi tutte le modifiche di come è stato eseguito. Il gestore dell'opera, inoltre, potrebbe doverli produrre o modificare per documentare difformità rilevate successivamente o modifiche introdotte durante la manutenzione.